# Oxytropis squammulosa
Oxytropis squammulosa är en ärtväxtart som beskrevs av Dc. Oxytropis squammulosa ingår i släktet klovedlar, och familjen ärtväxter. Inga underarter finns listade i Catalogue of Life.